# Rua dos Bacalhoeiros
A Rua dos Bacalhoeiros é um arruamento situado na freguesia de Santa Maria Maior, anteriormente nas freguesias extintas da Sé e da Madalena, na cidade de Lisboa.
Começa no Campo das Cebolas e acaba na Rua da Madalena. Até 1 de setembro de 1859 a rua esteve divida em duas: a Rua dos Bacalhoeiros e a Rua dos Confeiteiros. Após o terramoto de 1755 foi designada como local para os comerciantes de bacalhau e de confeitaria. Os nomes dos dois troços foram mudando ao longo da história sendo a Rua dos Bacalhoeiros antigamente conhecida por Rua da Porta do Mar, Rua Direita da Ribeira e Rua da Ribeira; e a Rua dos Confeiteiros por Rua Direita da Ribeira, Rua da Misericórdia da parte de Cima, Rua da Misericórdia de Cima, Rua de Cima da Conceição dos Freires, Rua da Conceição da parte de Cima, Rua da Conceição dos Freires da parte de Cima, Rua Direita dos Freires da parte de Cima e Rua Direita da Conceição dos Freires da Parte de Cima.